# Annieke Sloet van Oldruitenborgh
Annieke barones Sloet van Oldruitenborgh (Arnhem, 11 december 1972) is een Nederlandse actrice en theatermaakster. Haar bekendste rol is die van Katja van der Linden in Westenwind, die ze tussen 2000 en 2001 speelde. In 2005 vertolkte ze de rol van Noor Barends in Onderweg naar Morgen.

## Familie
Sloet is een lid van de familie Sloet en een dochter van reclameontwerper Egbert Frans baron Sloet van Oldruitenborgh en diens eerste echtgenote Johanna Elisabeth Rutten. Ze trouwde in 2006 met jhr. dr. Pieter Willem van Foreest (1969), senior risk-manager.

## Filmografie
- 1998 - 12 steden, 13 ongelukken
- 1998 - 't Zal je gebeuren...
- 2000 - Westenwind - Katja van der Linden (2000-2001)
- 2002 - Gastrol in SamSam seizoen 9, afl. 4: The Birdcage
- 2005 - Onderweg naar Morgen - Noor Barends